# Hulton Abbey
Hulton Abbey ist eine ehemalige Zisterzienserabtei in England. Das Kloster lag rund einen Kilometer südlich von Milton an der Straße von Stoke-on-Trent nach Leek in Staffordshire nahe dem River Trent.

## Geschichte
Die im Jahr 1219 von Henry Audley gestiftete Abtei war ein Tochterkloster von Combermere Abbey aus der Kongregation von Kloster Savigny, die sich im Jahr 1147 dem Zisterzienserorden angeschlossen hatte. Das Kloster gehörte somit der Filiation der Primarabtei Clairvaux an. 1395 erwarb das Kloster das Priorat von Cammeringham in Lincolnshire. Grangien wurden in Rushton und Hulton errichtet. Das Kloster, das als arm und klein bezeichnet wird (es galt als eines der kleinsten in Staffordshire), betrieb die Schafzucht, eine Schmiede und Kohlebergwerke und produzierte enkaustische Fliesen. 1377 zählte es nur fünf Mönche, bei seiner Auflösung acht. Das Einkommen des Klosters wurde 1335 mit insgesamt 87 Pfund angegeben. Es wurde aber auf Grund einer Ausnahme von den Regeln nicht schon 1536, sondern erst 1538 von der Krone eingezogen und an Stephen Bagot verliehen, während Sir Edward Aston u. a. das Herrenhaus in Hulton erhielt. Auf dem Gelände von Chor und Vierung der Kirche wurde ein Bauernhof errichtet, der inzwischen verschwunden ist. Ausgrabungen fanden 1884, kurz nach 1930 und 1987 bis 1994 (letztere durch den The Potteries Museum & Art Gallery’s Archaeology Field Unit) statt. Heute steht das Gelände im Eigentum des Staffordshire County Council, das auf dem Gelände knapp östlich des Klosters die Carmountside Junior High School betreibt.

## Anlage und Bauten
Die Ausgrabungen haben einige Reste aus behauenen Steinen (Chor oder Querschiff) zutage gefördert. Das Kloster war eine Anlage im bernhardinischen Plan (dreischiffiges Langhaus mit sechs Jochen, Querhaus mit zwei Kapellen auf den Ostseiten, einfacher rechteckiger Chor). Die Klausur lag im Süden (rechts von) der Kirche, der Kapitelsaal war neunjochig mit vier Säulen.